# Euroborg

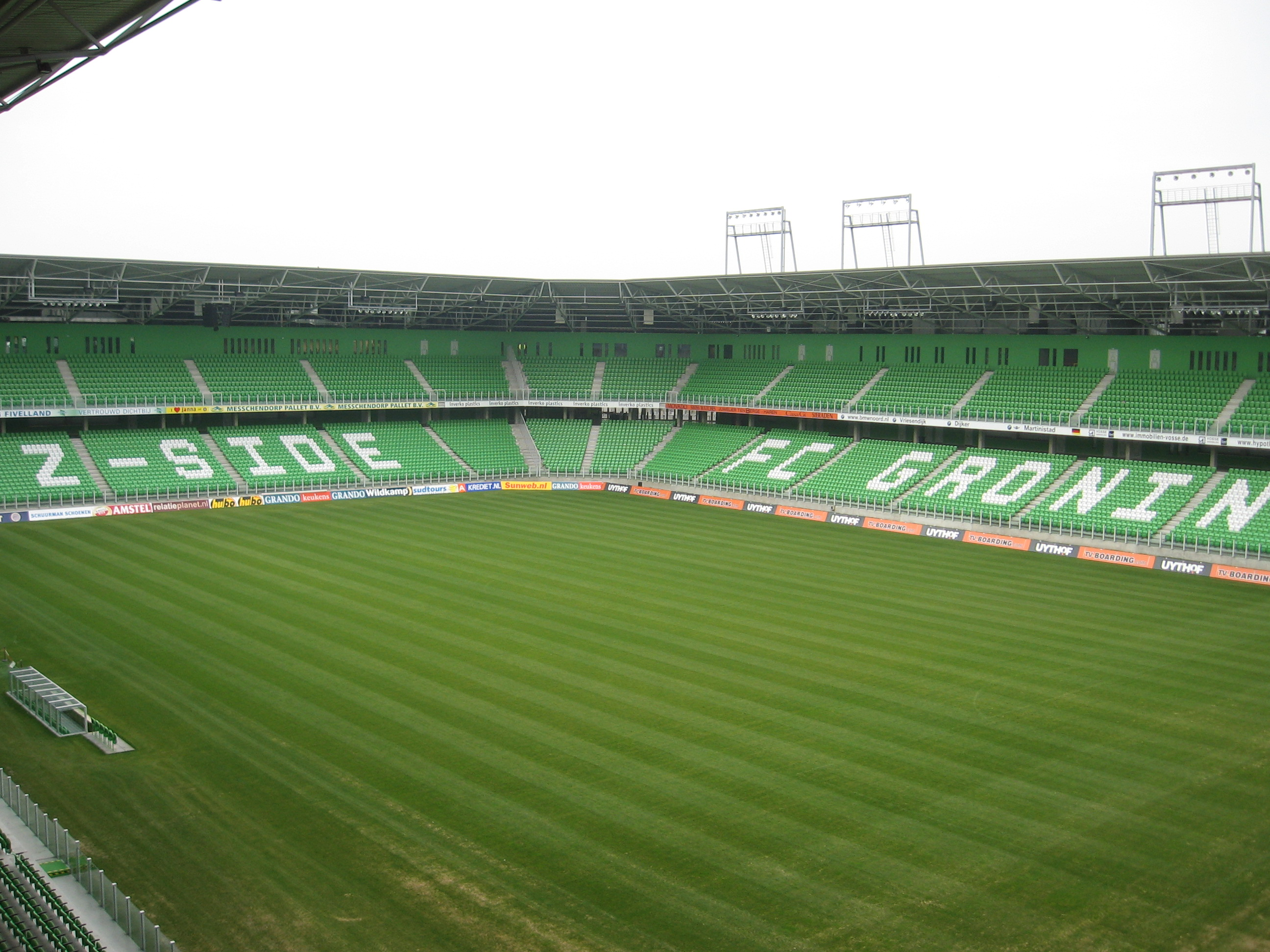
Euroborg in het openingsjaar (2006)

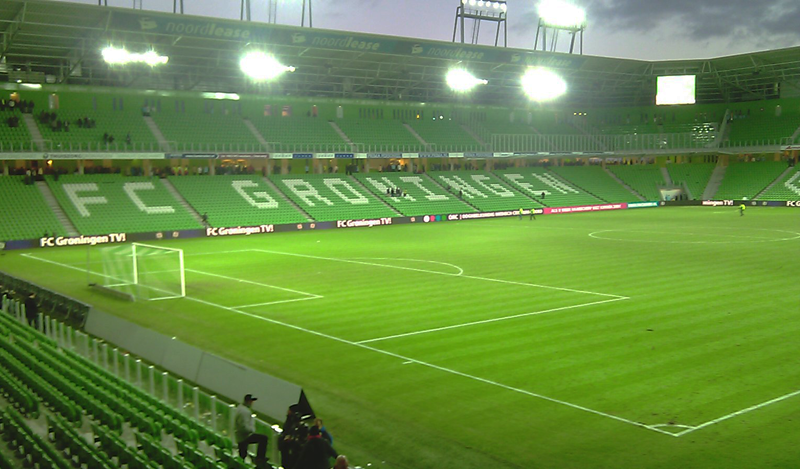
Euroborg na een wedstrijd (2010)

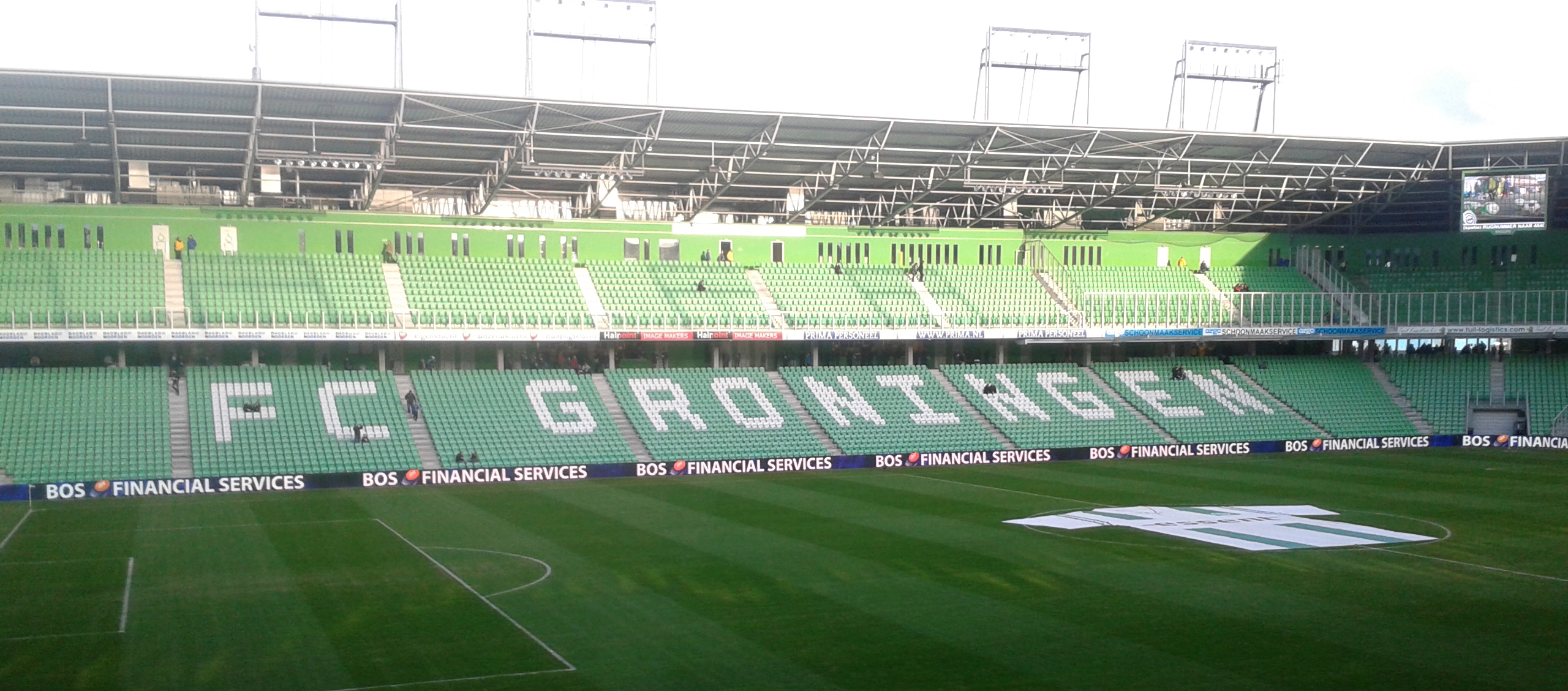
Euroborg in 2014

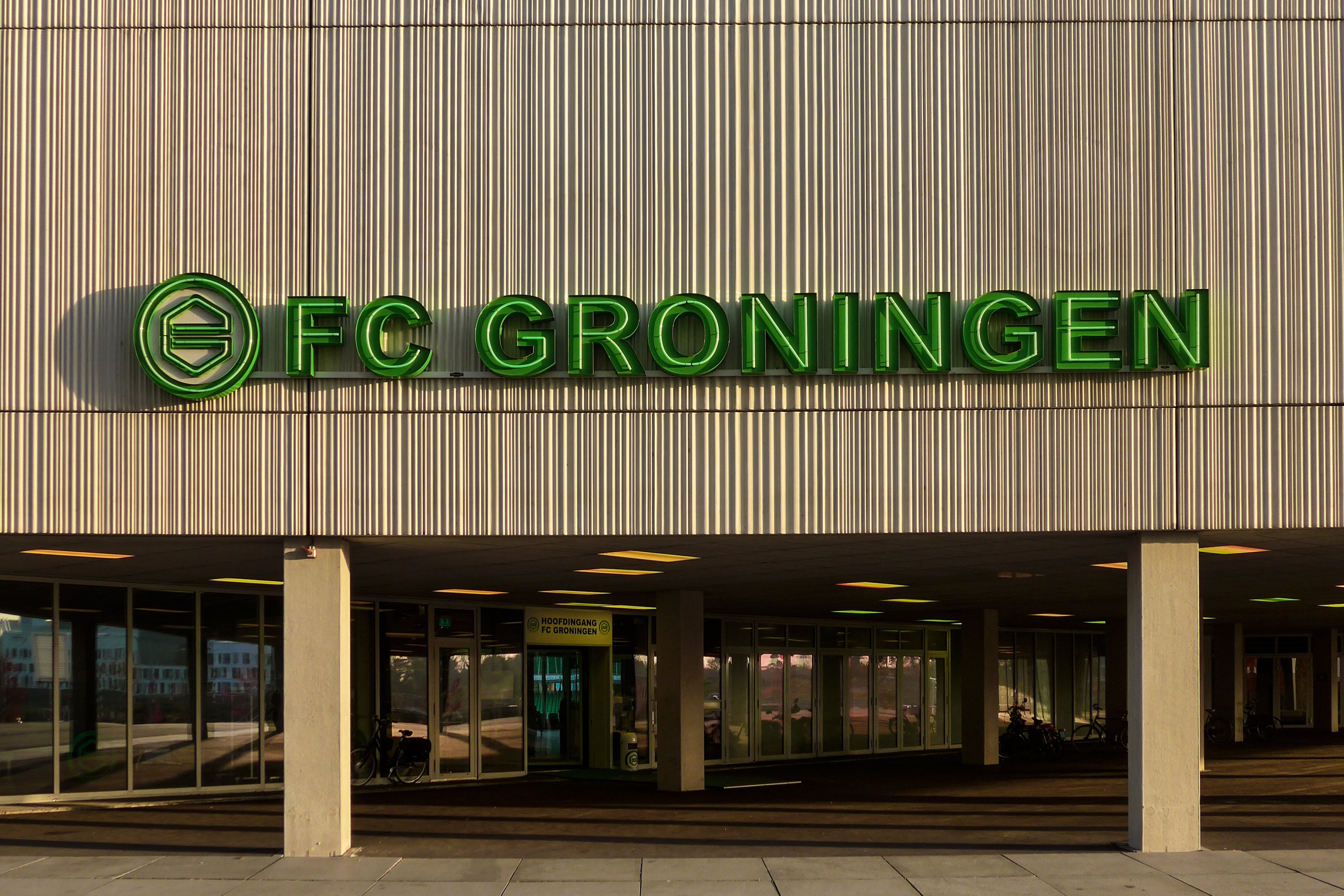
De hoofdingang (2014)

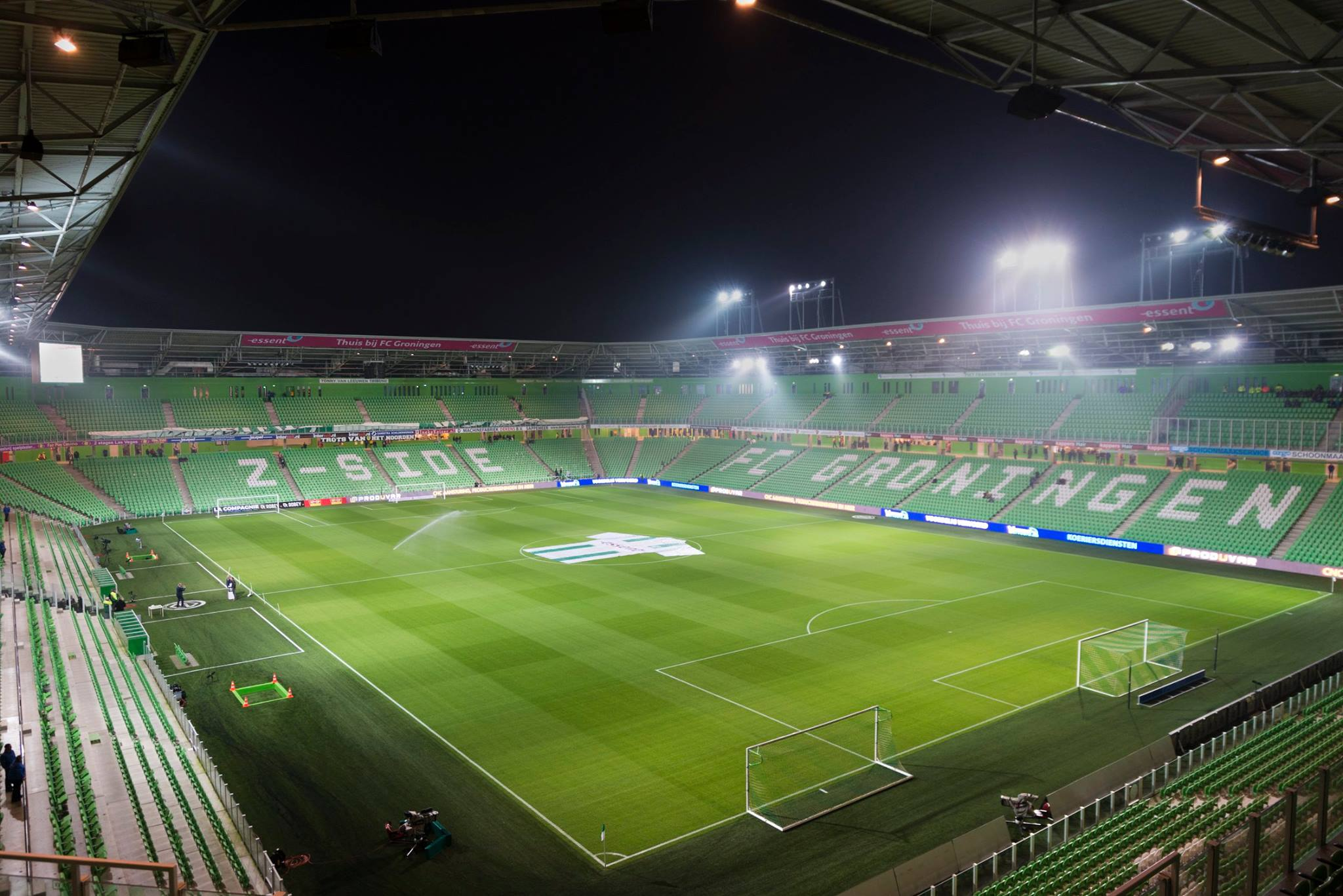
Hybride grasmat in de Euroborg (2016)

De Euroborg is een multifunctioneel complex en het stadion waar de Groningse voetbalclub FC Groningen haar thuiswedstrijden speelt. Het stadion ligt aan de zuidoostkant van de stad langs de N7 richting Hoogezand. Vlak bij het stadion ligt het Station Europapark. Het stadion werd in 2006 geopend als Euroborg en heette ook NoordLease Stadion en Hitachi Capital Mobility Stadion.

## Het plan
In de tweede helft van de jaren 90 ontstond in Groningen het plan om een nieuw stadion voor plaatselijke profvoetbalclub FC Groningen te bouwen. Het Oosterparkstadion voldeed niet meer aan de moderne eisen en Oosterpark opknappen was onaantrekkelijk: op die locatie zouden te weinig mogelijkheden voor structurele groei zijn. Besloten werd een nieuw stadion te bouwen in een nieuwe woonwijk en kantorenpark op de locatie van de voormalige Hunzecentrale. De Limburgse architect Wiel Arets werd gevraagd om het nieuwe stadion te ontwerpen.
In de loop der jaren is nogal wat gesleuteld aan het ontwerp van het stadion, vooral om financiële redenen. Zo had architect Arets eerst 'vingers' in het ontwerp opgenomen die naar de Groninger binnenstad zouden 'wuiven'. Er zou ook een hefdak komen. Door geldgebrek werd het ontwerp flink versoberd. Bij het voetbalstadion verrees ook een bioscoop, naar een ontwerp van architectenbureau ESTE architects, in samenwerking met Wiel Arets.

## Naam
De oude naam Euroborg is een samensmelting van de benaming voor een Gronings versterkt huis of kasteel (een 'borg'), de naam van de bouwer, Bouwcombinatie Euroborg bestaande uit BAM Bouw en techniek Ballast-Nedam en Volker Wessels, en de naam van de omliggende wijk, Europapark. Er was een wedstrijd uitgeschreven voor de naamgeving van het stadion, die gewonnen werd door de projectleider van het bouwproject.
Vanaf 2016 heette het stadion NoordLease stadion naar de hoofdsponsor NoordLease. Nadat Noordlease in 2017 werd overgenomen door Hitachi, werd de naam in 2018 gewijzigd in Hitachi Capital Mobility Stadion. In 2021 werd de naam weer tijdelijk terug veranderd naar Euroborg door een fusie en naamsverandering van de sponsor MHC Mobility. Met een aflopend contract werd besloten om het stadion weer Euroborg te noemen in afwachting van een nieuwe sponsor.
De Euroborg is in de jaren dat het stadion een andere naam heeft gehad in de volksmond altijd Euroborg blijven heten.

## Vertraging
In oktober 2004 werd bekendgemaakt dat de geplande opleverdatum niet gehaald zou worden, waardoor FC Groningen niet met ingang van het seizoen 2005/2006 in het stadion kon gaan spelen. De geschrokken club meldde dat hen dit vele miljoenen zou gaan kosten. De vertraging had meerdere oorzaken. Zo werd in oktober 2004 de fabricage van betonelementen stilgelegd omdat de software die de betonmachines aanstuurde niet deugde. Daardoor klopten de maten van de betonelementen niet, waardoor deze niet goed pasten. Op 13 januari 2006, een half jaar later dan gepland, werd het stadion geopend met de eerste officiële wedstrijd in de Eredivisie tegen SC Heerenveen.

## Opening en eerste wedstrijden
Het stadion werd officieel geopend op 13 januari 2006 door Arjen Robben voorafgaand aan het openingsduel tegen aartsrivaal sc Heerenveen. Deze eerste officiële competitiewedstrijd werd door FC Groningen gewonnen met 2–0. Het eerste doelpunt werd gescoord door de Noor Erik Nevland. Zes dagen daarvoor - op zaterdag 7 januari - werd, bij wijze van try-out, een wedstrijd gespeeld tegen BV Veendam. Ook deze werd door FC Groningen gewonnen en wel met 5–0. Ook hier was de eerste doelpuntenmaker Erik Nevland die vervolgens meteen een hattrick maakte.

## Beschrijving
In het stadion is plaats voor 22.550 mensen (waarvan ruim 700 plaatsen in de skyboxen). De tribunes zijn verdeeld in twee ringen die het veld volledig omsluiten. In en om het stadion is niet alleen plaats voor voetbal, ook bevinden zich in het complex een bioscoop, een school, een casino, een supermarkt, een sportschool, horecagelegenheden en kantoorruimte. Onder het complex bevindt zich een parkeergarage.
Het stadion heeft al vrij snel na de opening een bijnaam verworven. Vanwege de overheersende groene kleur en de thuisresultaten van FC Groningen wordt het stadion door fans inmiddels aangeduid als de Groene Hel en de Groene Kathedraal.
Het stadion had bij oplevering 19.814 plaatsen. In februari 2007 heeft de club de wens uitgesproken de capaciteit van het stadion te vergroten, wellicht te verdubbelen. In de zomer van 2008 werd een uitbreiding van de capaciteit met 2600 stoelen gerealiseerd, voor een bedrag van 1 miljoen euro. Daartoe werd een viertal rijen voor de tot dan laagste rij stoeltjes geplaatst. De totale capaciteit is hiermee op 22.550 stoelen gekomen.

#### Toekomst
Voor de toekomst wordt ook gekeken of een derde ring geplaatst zal worden. De architect heeft laten weten dat dit technisch mogelijk is. Of de derde ring er zal komen hangt af van meerdere factoren. De capaciteit zou door een derde ring op zo'n 35.000 stoelen komen. Dat is te weinig om te kunnen dienen als stadion voor een WK. Na een eerdere voorlopige aanmelding had de gemeente zich daarom niet bij de KNVB aangemeld als mogelijke speelstad. Dit was actueel toen Nederland nog samen met België kandidaat was voor de organisatie van het WK 2018.
In opdracht van de club en het gemeentebestuur lieten ze architect Wiel Arets een uitbreidingsplan maken. Uit dit plan werd bekend dat het stadion na een uitbreiding plaats kan bieden aan maximaal 33.000 mensen.
Aan het begin van het seizoen 2010/2011 liet de club weten dat het voornemens is het stadion wederom uit te breiden. De capaciteit zou door het plaatsen van een extra rij voor de tweede ring en het toevoegen van zitplaatsen tussen de pilaren op de omloop kunnen worden verhoogd naar zo'n 27.000 plaatsen.

## Finale Europees kampioenschap voetbal onder 21
De finale van het Europees kampioenschap voetbal onder 21, dat in 2007 in Nederland plaatsvond, werd in de Euroborg gespeeld. Nederland (Jong Oranje) won, waardoor het voor de tweede keer op rij de Europese titel behaalde.

## Tribunebrand
Op 13 april 2008 brak voor de wedstrijd tussen FC Groningen en Ajax brand uit in het stadion. Op de noordtribune, onder de supporters Z-side genoemd, was een sfeeractie georganiseerd die bestond uit het werpen van toiletrollen. Enkele toiletrollen vatten vlam. In de paniek raakten meerdere supporters gewond. 28 mensen moesten met klachten, vooral ademhalingsproblemen, naar het ziekenhuis. Naar aanleiding van een politie-onderzoek werd een man aangehouden, die bekende een brandende toiletrol gegooid te hebben.

## Tribunenamen
De tribunes in het stadion hadden oorspronkelijk geen eigen naam. De zijde waar de fanatieke supporters stonden, werd de Z-side of Noordcurve genoemd. In 2011 kregen de noord-, oost- en zuidtribunes alsnog een naam. Een van deze namen werd gekozen door FC Groningen, de andere twee door de supporters van FC Groningen.

### Piet Fransen Tribune
Piet Fransen was jarenlang voetballer bij GVAV en FC Groningen. Ook na zijn voetbalcarrière was hij nog actief bij FC Groningen, onder meer als beheerder van het spelershome. Ook verrichtte hij verschillende hand-en-spandiensten. Nadat er eerder op de plek van het voormalige Oosterparkstadion een straat naar hem vernoemd was, kreeg hij bij zijn afscheid bij FC Groningen van Hans Nijland te horen dat de oosttribune naar hem vernoemd zou worden.

### Koeman Tribune
Voor de zuidtribune, waar het gezinsvak, de sponsoren en de spelersvrouwen te vinden zijn, kozen de supporters de naam Koemantribune. De tribune werd daarmee vernoemd naar Martin, Ronald en Erwin Koeman die alle drie voor GVAV en FC Groningen hebben gespeeld. Martin, de vader van Erwin en Ronald, was tot zijn overlijden als vrijwilliger werkzaam bij FC Groningen. Bij de onthulling van de tribunenaam, op 30 oktober 2011, waren alle drie Koemannen aanwezig: Martin, die vrijwel elke wedstrijd aanwezig was, Erwin op uitnodiging en Ronald als trainer van de tegenstander van die dag, Feyenoord.

### Tonny van Leeuwen Tribune
De laatste tribune (de Noordtribune) werd vernoemd naar doelman Tonny van Leeuwen, die ook al een tribune in het Oosterparkstadion had. Tonny was keeper van GVAV, de voorloper van FC Groningen, en kwam in 1971 bij een tragisch verkeersongeval bij Meppel om het leven. De doelman kwam terug van het voetbalgala waar hij de prijs als minst gepasseerde doelman had ontvangen. Dit is de tribune waar de fanatiekste supporters meestal staan, ook wel de Z-side genoemd.

## Zonnepanelen op dak
Op 6 juni 2013 begon een initiatief waarbij initiatiefnemers in samenwerking met de club meer dan duizend zonnepanelen op het dak van het stadion wilden aanbrengen. Met het project wilden verschillende partijen een stap zetten naar een duurzamere Euroborg. Op 8 augustus 2013 waren er rond de tweehonderd zonnepanelen verkocht aan particulieren. Volgens de stichting was deze tegenvaller te verklaren doordat de zomerperiode verkeerd was ingeschat. Een maand later, op 8 september 2013, was volgens de voetbalclub al zo'n 25% van alle zonnepanelen verkocht. Op 14 januari 2014 werd officieel het eerste zonnepaneel van de op dat moment 531 zonnepanelen op het dak van de Euroborg geplaatst. Op 21 augustus 2014 werd bekendgemaakt dat er nog eens 561 zonnepanelen bij werden geplaatst, waardoor er een totaal van 1092 zonnepanelen zou worden behaald.

## Hybride grasmat
Sinds het seizoen 2016/17 heeft het stadion een hybride grasmat waarbij kunststofvezels in de echte grasmat zijn verweven.